# جامعة الحدباء
جامعة الحدباء هي جامعة خاصة تأسست عام 1994.

## أقسام الكلية
- تضم الكلية 9 أقسام:[2]
- المحاسبة
- إدارة الأعمال
- القانون
- العلوم المالية والمصرفية
- علم الحاسوب
- اللغة الإنجليزية
- هندسة تقنيات الحاسوب
- طب الأسنان
- تحليلات مرضية
- هندسة الاجهزة الطبية
- الصيدلة